# William Douglas, 1. Duke of Queensberry

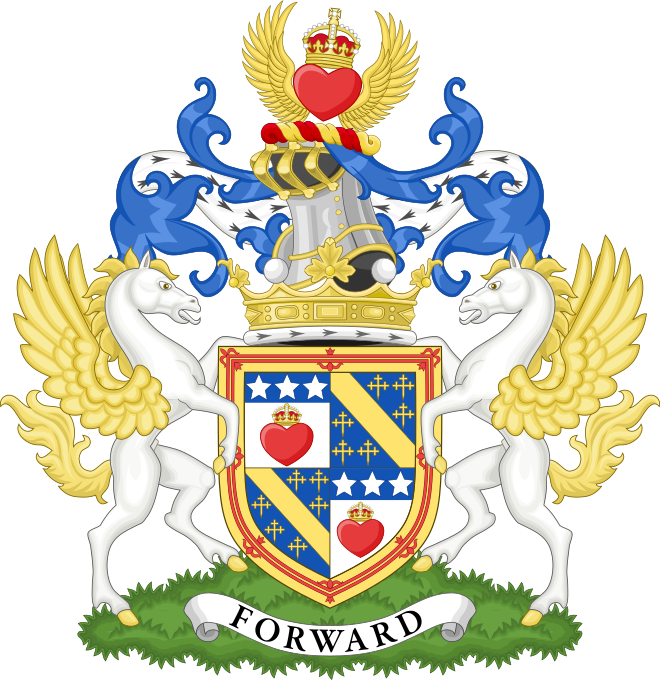
Wappen des 1. Duke of Queensberry

William Douglas, 1. Duke of Queensberry (* 1637; † 28. März 1695) war ein schottischer Adliger.
William war der älteste Sohn des James Douglas, 2. Earl of Queensberry, aus dessen Ehe mit Lady Margaret Stewart, Tochter des John Stewart, 1. Earl of Traquair.
Beim Tod seines Vaters erbte er 1671 dessen Adelstitel als 3. Earl of Queensberry, 3. Viscount of Drumlanrig und 3. Lord Douglas of Hawick and Tibberis.
Douglas wurde 1667 ins schottische Privy Council aufgenommen. Von 1681 bis 1686 und erneut von 1693 bis 1695 amtierte er als Extraordinary Lord of Session als Laienrichter am Court of Session und war von 1682 bis 1686 Lord High Treasurer von Schottland. Am 11. Februar 1682 wurde er zum Marquess of Queensberry, Earl of Drumlanrig and Sanquhar, Viscount of Nith, Torthorwald and Ross und Lord Douglas of Kilmount, Middlebie and Dornock sowie am 3. Februar 1684 zum Duke of Queensberry und Marquess of Dumfriesshire erhoben. Er widersetzte sich der Kirchenpolitik von König Jakob II. und bekleidete von 1686 bis 1689 das Amt des Lord President of the Council.
Er heiratete 1657 Lady Isabel Douglas (1642–1691), Tochter des William Douglas, 1. Marquess of Douglas, mit der er vier Kinder hatte:
- James Douglas, 2. Duke of Queensberry (1672–1711);
- Lady Anne Douglas († 1700), ⚭ 1697 David Wemyss, 4. Earl of Wemyss;
- William Douglas, 1. Earl of March († 1705), ⚭ 1693 Lady Jane Hay, Tochter des 1. Marquess of Tweeddale; er war der Großvater von William Douglas, 4. Duke of Queensberry;
- Lord George Douglas.